# 권준헌
권준헌(權準憲, 1971년 12월 1일 ~ )은 전 KBO 리그 현대 유니콘스와 한화 이글스의 선수이다.

## 프로 선수생활

### 태평양 돌핀스시절
1990년 태평양 돌핀스의 신고선수로 입단했다. 수비 위치는 주로 3루수였다. 1995년에 규정 타석을 채우고 110경기 출장, 0.306 타율을 기록한 선수로, 태평양 돌핀스의 마지막 3할 타자로 불리기도 한다.

### 현대 유니콘스시절
1996년 현대 유니콘스가 창단하면서, 3루수 주전선수로 출장하면서 활약하였으나 별다른 활약없었다.  1999년 시즌에 부상을 크게 당하여 2000년 3루수에서 투수로 전향하여 3경기에 출전했다. 2001년부터 불펜 투수로 두각을 나타낸 그는 주로 현대 유니콘스에서 필승 중간 계투로 셋업맨 역할하여 활약하여 한화 이글스로 트레이드되기 전 해인 2003년에 투수로 좋은 성적을 거두었다.

### 한화 이글스 시절
2003년 시즌이 끝나고 한화 이글스의 송지만을 상대로 트레이드되었다. 2004년 한화 이글스 입단 1년차에 마무리 투수를 맡으면서 1승 1패 1홀드 17세이브를 기록, 구단에 큰 기대를 받았으나 이후 부상을 전전하면서 큰 두각을 나타내지 못하였고, 그 이후 한화 이글스에서 주로 불펜으로 활동하다가 2008년 시즌 종료 후 방출되었다. 송지만과의 트레이드는 사실상 한화 이글스에서 실패한 트레이드 중 하나다.

#### 공두오
공두오는 공 두개로 오점을 내주는 상황을 줄여 말한 것으로 권준헌은 투수로 활동하던 한화시절, 현대와의 경기에서 송진우와 중계투수로 교체되었다. 나오자마자 만루상황에서 이택근과 승부하게 되는데 이택근은 권준헌의 초구를 통타, 만루홈런을 만들어낸다. 권준헌은 후속타자 브룸바에게도 초구솔로홈런을 맞으며 공 두개로 5실점을 하게 되는 불명예를 쓰게 된다.

## 투수 전환하게 된 사연
1990년 신인 권준헌은 광영고를 졸업하고 태평양 돌핀스에 입단했다．1995년 시즌에 110경기에 출장，0.306의 타율을 기록하며 타격순위 6위에 오르는 등 태평양 돌핀스에서 현대 유니콘스로 바뀐 이후에도 1998년까지 통산 타율 0.259를 기록한 타자였으나, 1999년 초 개막전을 이틀 앞두고 정진호 코치에게 펑고를 받던 중 오른쪽 팔에 부상을 입으면서 투수 전향을 생각하게 된다. 본래 3루수 포지션인 권준헌은 송구하는 힘이 있던 선수였는데, 이러한 강한 어깨를 바탕으로 유심히 지켜본 신언호 코치가 그에게 투수로 전환할 것을 제안했고, 권준헌이 이를 받아들였다고 알려져 있다.

## 참조
1. ↑  한화, 권준헌-조원우 등 5명 자유계약선수로 방출 《마이데일리》, 2008년 10월 9일